# Albert Bourget
Albert Bourget, né le 18 octobre 1881 à Rennes (Ille-et-Vilaine) et mort le 21 août 1956 au Minihic-sur-Rance (Ille-et-Vilaine), est un sculpteur français.

## Biographie
Albert Bourget est élève à l'école régionale des beaux-arts de Rennes, il y obtient en 1901 deux mentions au concours dit des Trois Arts puis il est admis à l'École des beaux-arts de Paris.
Il devient professeur de sculpture à l'école des beaux-arts de Rennes, de 1919 à 1947.

## Collections publiques
- Bieuzy : Monument aux morts, 1925, pierre de taille, pierre et granite représentant un poilu casqué, tenant un fusil.
- Fougères : Haut-relief en plâtre 28cm x 15cm de large, décorant l'entrée de l'ancien hospice de la Chesnardiére, représentant  La ville de Fougères accueillant les vieillards, encore visible en 1944 aujourd'hui disparu.
- Laval : Monuments aux morts de la Grande Guerre, 1923, bronze, avec une statue de Marianne et un soldat blessé à ses pieds lui présentant une statuette dorée symbolisant la Victoire. Architecte Hyacinthe Perrin (1877-1955)[4].
- Le Minihic-sur-Rance : buste en plâtre de Marianne, (1952)[5].
- Pacé : Monument aux morts, vers 1924, représentant un soldat couché[6],[7].
- Piré-sur-Seiche : Monument aux morts, inauguré en juillet 1922.
- Rennes :
  - église Sainte-Thérèse : sculpture, 1934[8].
  - Piscine Saint-Georges : Neptune, 1925, mascaron en céramique ornant le fronton du porche d'entrée.
  - Palais du Commerce de Rennes : statue de  Mercure (dieu du commerce) tenant un caducée ainsi que les statues symbolisant l'Industrie et l'Agriculture[9].
  - Musée des Beaux-Arts : buste en terre cuite de C.A. Collin.
- Saint-Malo : restauration de la statue de la Vierge Marie (Notre-Dame de la Grand'Porte)[10].
- Saint-Sébastien-sur-Loire : Monument aux morts (1924), au sommet d'une haute colonne se trouve une femme ailée qui tient une couronne de laurier dans chaque main.
- Vannes, archives départementales du Morbihan : Poilu pour le monument aux morts de Bieuzy, 1924, dessin.

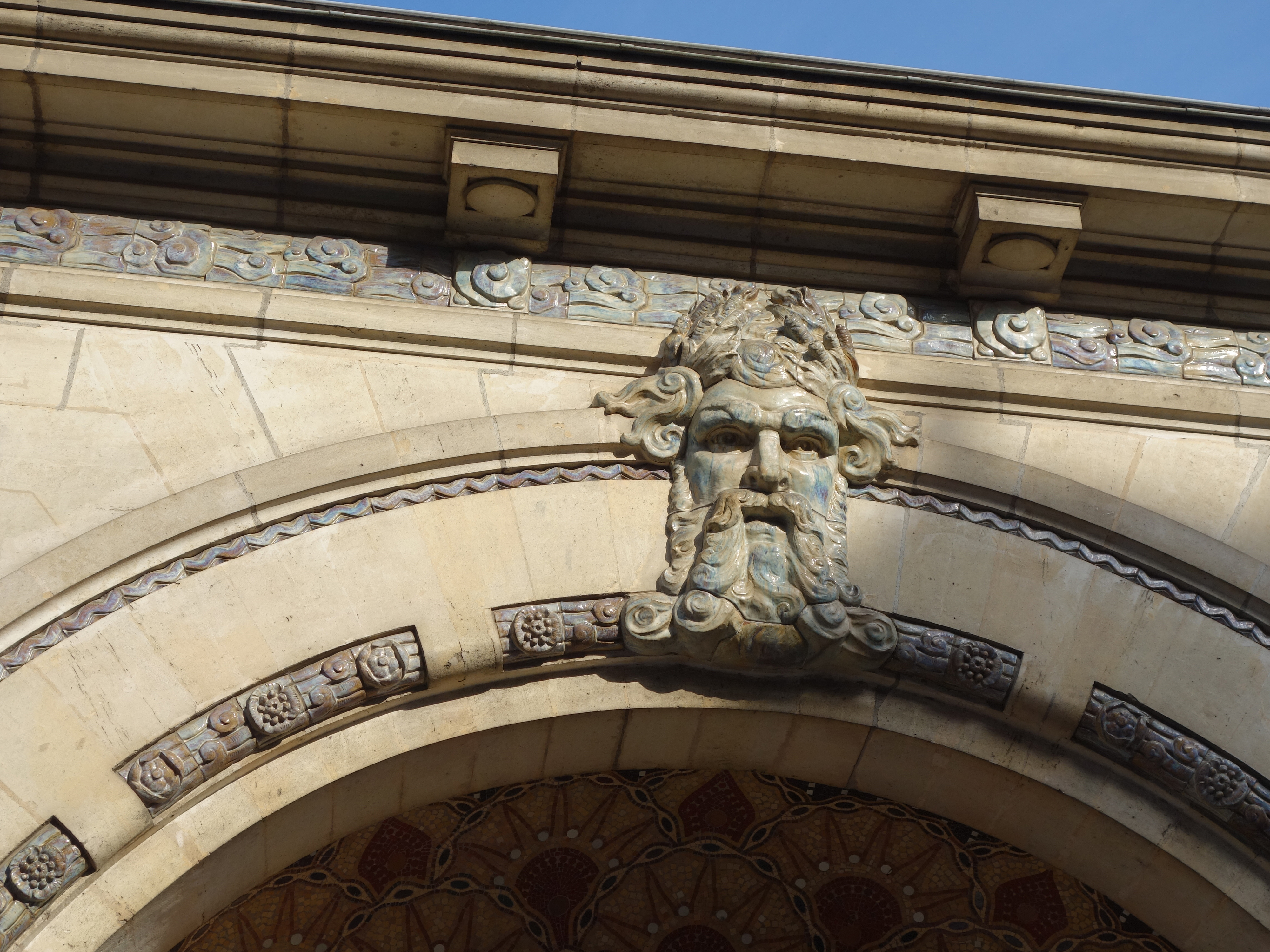
Mascaron de Neptune à l'entrée de la piscine Saint-Georges à Rennes, (1925)
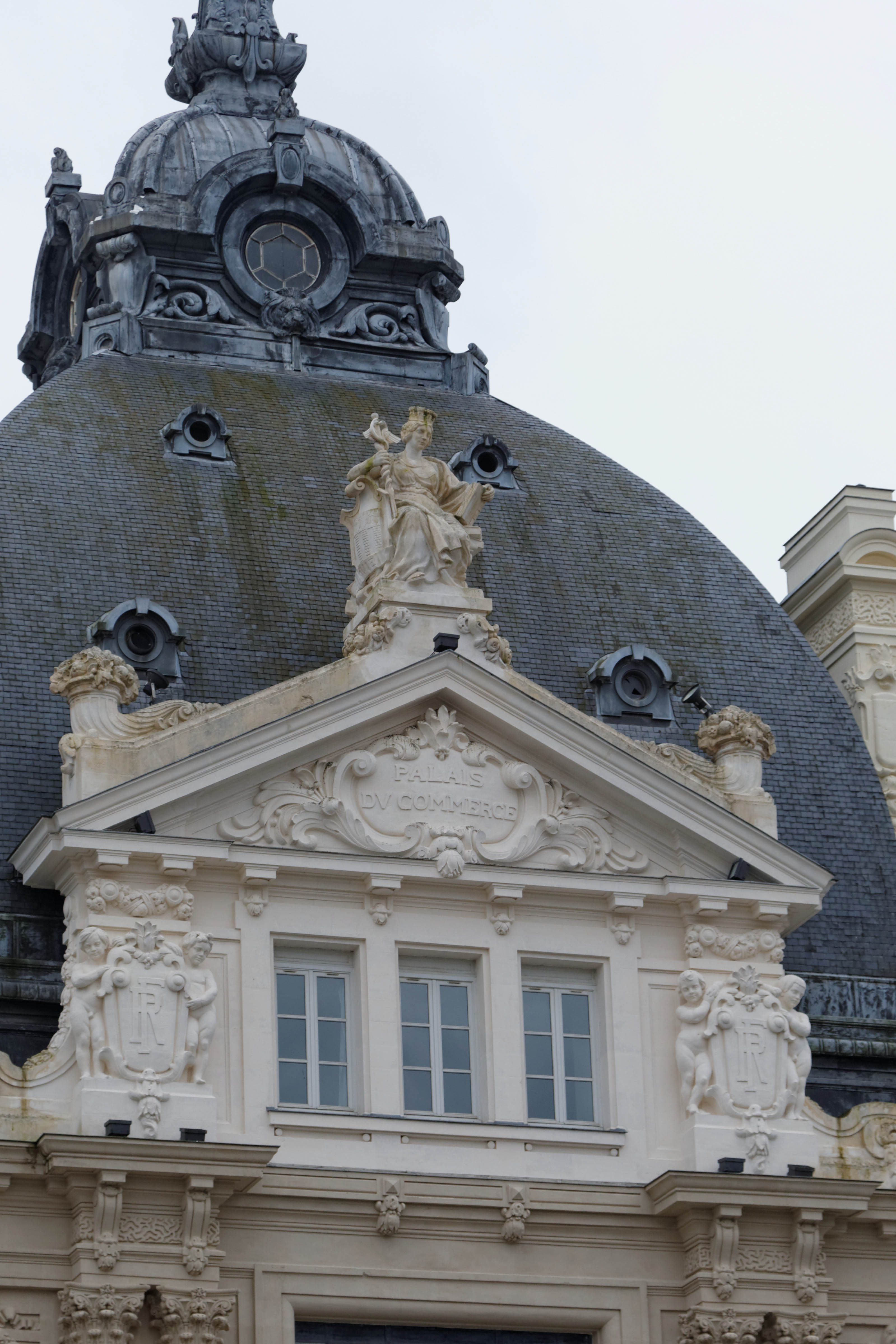
Statue de Mercure au Palais du Commerce de Rennes

## Élèves
- Roland Guillaumel
- Francis Guinard
- Francis Pellerin

### Cédérom
- France Debuisson, À nos grands hommes. La sculpture publique française jusqu'à la Seconde Guerre mondiale à travers la carte postale, cédérom édité par le musée d'Orsay et l'Institut national d'histoire de l'art, 2004.